# Страховий агент

Страховий агент — пам'ятник у м. Донецьку.

Страхові агенти — громадяни або юридичні особи, які діють від імені та за дорученням страховика і виконують частину його страхової діяльності (укладення договорів страхування, одержання страхових платежів, виконання робіт, пов'язаних з виплатами страхових сум і страхового відшкодування). Страхові агенти є представниками страховика і діють в його інтересах за комісійну винагороду на підставі договору із страховиком.
Страхових агентів поділяють на кілька типів. Найпоширенішим у нашій країні є тип страхових агентів-фізичних осіб, що працюють у тій чи іншій страховій компанії.
Роль агентів виконують також транспортні підприємства при здійсненні обов'язкового особистого страхування від нещасних випадків на транспорті. Вони збирають страхові внески під час продажу пасажирам проїзних квитків, а потім перераховують їх до страхових компаній.
З розвитком нових видів страхування в нашій країні роль агентів починають виконувати банки та поштові відділення з продажу полісів обов'язкового страхування цивільної відповідальності власників транспортних засобів та інших видів страхування. З огляду на зарубіжний досвід можна передбачити, що найближчим часом банки будуть залучені й до продажу полісів зі страхування життя.
На практиці можна спостерігати розвиток відносин страхова компанія — страховий агент від простих форм до складніших. Уже згадувалися страхові агенти-фізичні особи (іноді їх називають «прямими агентами»), що працюють у штаті конкретної страхової компанії. У зарубіжних страхових компаніях прогресивнішу та гнучку структуру являють собою страхові агенти-фізичні особи, які працюють на умовах контракту з однією («мономандатні страхові агенти») або кількома («багатомандатні страхові агенти») страховими компаніями. Такі агенти мають постійні зв'язки зі своїми клієнтами.
Альтернативну мережу продажу страхових продуктів становить сукупність юридичних осіб, що відіграють роль страхових агентів конкретного страховика. Ними є банки, нотаріальні контори, туристичні агентства, відділення зв'язку тощо, які поряд з послугами зі своєї основної діяльності пропонують клієнтам укласти договори з того чи іншого виду страхування. Взаємовідносини між страховою компанією та страховими агентами-юридичними особами регулюються укладанням генеральних угод про співробітництво та щорічними протоколами до них або контрактами працівників цих юридичних осіб, які є агентами за сумісництвом.
Система генеральних страхових агентств характеризує вищий ступінь відносин між страховою компанією та страховим агентом. У наш час така система переважає на зарубіжних страхових ринках. Генеральні агенти — це фізичні особи, що уповноважені одним або кількома страховиками, яких вони представляють у тому чи іншому територіально-адміністративному регіоні. Робота такого агента контролюється інспектором і працівниками страхової компанії, яка його уповноважила. Юридичне відносини між генеральним страховим агентом та страховою компанією оформлені договором про призначення на посаду. Таким договором обумовлено вид страхування, в якому агент уповноважений працювати, максимальний ліміт ризику, що його він може прийняти, територіальні обмеження, зобов'язання зі здійснення та управління контрактами, виплату страхових сум і страхових відшкодувань, розмір комісійної винагороди. Кожному генеральному агентству, котре починає свою роботу, страхова компанія відкриває фінансування на організацію справи (оренда приміщення, оплата праці спеціалістів, рекламні заходи тощо).
Генеральний страховий агент наймає на роботу страхових агентів, яким виділяється зона обслуговування — територія (конкретні населені пункти), де вони мають організувати продаж страхових полісів. З часом, коли вже досягнуто відповідного рівня розвитку страхування на визначеній території, страховий агент має право залучати субагентів як помічників, вступати з ними у трудові відносини і передавати частину функцій з укладання нових та обслуговування раніше укладених договорів. Іноді обов'язки субагентів можуть обмежуватися лише репрезентативними функціями. Наприклад, вивчати ринок та орієнтувати агентів з питань конкретного виду страхування, які можуть становити інтерес для працівників того чи іншого підприємства або жителів невеликого населеного пункту. Субагенти залучають також глядачів на концерти чи спортивні змагання, які організовують із рекламною метою страхові компанії. Проте такі працівники не мають прямих відносин зі страховою компанією.
Безперечними перевагами системи генеральних страхових агентств є їх гнучкість та мобільність. Страхові агенти всіх типів реалізують готовий страховий продукт. Отже, вони не мають впливу на його якість і не можуть бути об'єктивними щодо оцінки останньої.
Діяльність страхових агентів оплачується у вигляді комісійної винагороди або комісії, розмір якої обумовлюється агентською угодою і, як правило, виражається у відсотках від страхової премії, сплаченої страхувальником за конкретним договором страхування.